# Nu2 Sagittarii
Título a ser usado para criar uma ligação interna é Nu2 Sagittarii.
Nu2 Sagitarii (Ain al Rami, 35 Sagitarii) é uma estrela na direção da constelação de Sagittarius. Possui uma ascensão reta de 18h 55m 07.07s e uma declinação de −22° 40′ 16.5″. Sua magnitude aparente é igual a 5.00. Considerando sua distância de 270 anos-luz em relação à Terra, sua magnitude absoluta é igual a 0.41. Pertence à classe espectral K1Ib/II.